# Crateromys heaneyi
Crateromys heaneyi је врста глодара из породице мишева (Muridae).

## Распрострањење
Ареал врсте је ограничен на једну државу. Филипини су једино познато природно станиште врсте.

## Станиште
Станиште врсте су шуме.

## Угроженост
Ова врста се сматра угроженом.